# Околіш (Алба)
Околіш (рум. Ocoliș) — село у повіті Алба в Румунії. Адміністративний центр комуни Околіш.
Село розташоване на відстані 305 км на північний захід від Бухареста, 45 км на північ від Алба-Юлії, 34 км на південь від Клуж-Напоки.

## Населення
За даними перепису населення 2002 року у селі проживали 463 особи, з них 461 особа (99,6%) румунів. Рідною мовою 461 особа (99,6%) назвала румунську.